# Powertrip
Powertrip (слияние слов «Power» и «Trip», в пер. с англ. Мощная поездка) — четвёртый студийный альбом американской стоунер-рок-группы Monster Magnet, выпущенный 16 июня 1998 года.

## Об альбоме
Пластинка стала прорывом для группы; Powertrip имел коммерческий успех во многом благодаря синглу «Space Lord», ставшим хитом. Альбом вошёл в чарты нескольких стран, а в американском Top Heatseekers диск занял лидирующую позицию. 25 января 1999 года американской ассоциацией звукозаписывающих компаний Powertrip был признан золотым.

## Список композиций
1. «Crop Circle» — 5:32
2. «Powertrip» — 3:31
3. «Space Lord» — 5:55
4. «Temple of Your Dreams» — 4:35
5. «Bummer» — 7:35
6. «Baby Götterdämmerung» — 3:09
7. «19 Witches» — 4:02
8. «3rd Eye Landslide» — 5:10
9. «See You in Hell» — 4:05
10. «Tractor» — 3:26
11. «Atomic Clock» — 5:06
12. «Goliath and the Vampires» — 4:13
13. «Your Lies Become You» — 4:18
14. «Big God» — 5:58*
15. «Kick out the Jams» (кавер-версия MC5) — 2:35
16. «The Game» — 4:54

### Бонус-дискViva Las Vegas (Live in Las Vegas)
1. «Temple of Your Dreams» — 5:34
2. «Dinosaur Vacuum» — 5:19
3. «Baby Götterdämmerung» — 4:00
4. «Cage Around the Sun» — 8:18
5. «Bummer» — 7:35
6. «Space Lord» — 9:32

## Участники записи
| Monster Magnet - Дэйв Вайндорф — вокал, гитара, продюсирование - Эд Манделл — соло-гитара - Фил Кайвано — гитара - Джо Калландра — гитара, бас-гитара - Джон Клейман — барабаны | Другой персонал - Джон Фленнери — гитара - Скотт Гарретт — доп. ударные - Мэтт Хайд — продюсирование, гитара, сведение, звукорежиссёр - Ренди Стоуб, Джон Тревис — сведение - Стив Миксдорф, Джесси Фишмен, Камерон Уэбб, Брайан Кинкед, Пол Сильвиера — ассистенты - Рон Боустед, Дон Тайлер — цифровое редактирование - Стивен Маркуссен — мастеринг |

## Позиции в чартах и награды
| Чарт (1998)          | Высшая позиция |
| -------------------- | -------------- |
| Ultratop (Валлония)  | 31             |
| Media Control Charts | 21             |
| Sverigetopplistan    | 23             |
| UK Albums Chart      | 65             |
| Billboard 200        | 97             |
| Top Heatseekers      | 1              |

| Год  | Сингл                   | Modern Rock Tracks | Mainstream Rock Tracks |
| ---- | ----------------------- | ------------------ | ---------------------- |
| 1997 | «Temple of Your Dreams» | -                  | 25                     |
| 1998 | «Space Lord»            | 29                 | 3                      |
| 1998 | «Powertrip»             | -                  | 20                     |

| Страна | Сертификация |
| ------ | ------------ |
| RIAA   | Золотой      |